# St. Petrus und Paulus (Elze)

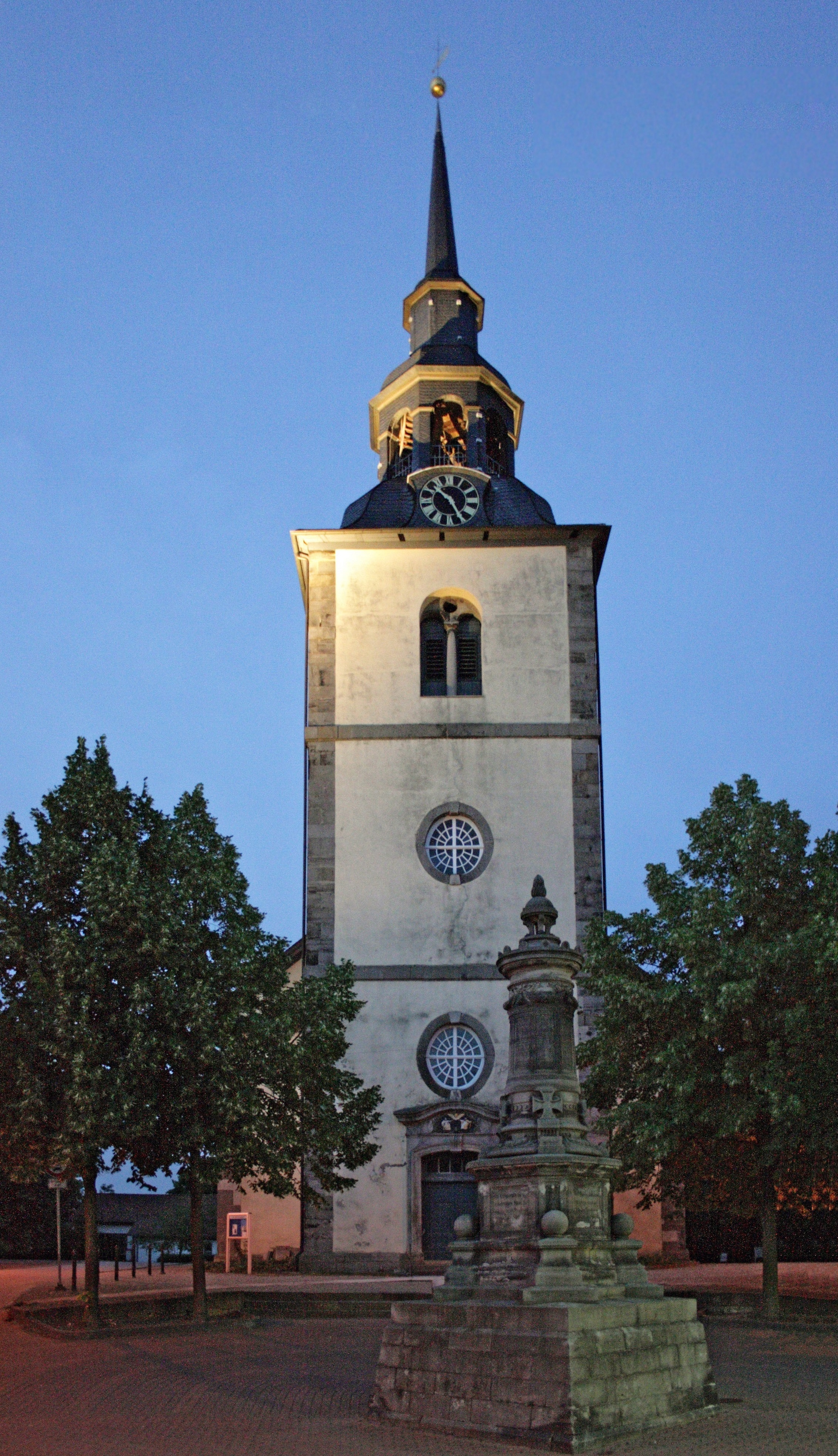
St. Petrus und Paulus

Die evangelisch-lutherische, denkmalgeschützte Kirche St. Petrus und Paulus steht an der höchsten Stelle von Elze, einer Stadt im Landkreis Hildesheim von Niedersachsen. Die Kirchengemeinde gehört zum Kirchenkreis Hildesheimer Land-Alfeld im Sprengel Hildesheim-Göttingen der Evangelisch-lutherischen Landeskirche Hannovers.

## Geschichte
Elze, verkehrsgünstig beim Übergang des Hellwegs über die Leine gelegen, wurde noch vor dem Ende der Sachsenkriege Karls des Großen als einer der ersten befestigten Orte in Ostfalen und Zentrum der Christianisierung angelegt. Die Tauf-, Pfarr- und Archidiakonatskirche, ursprünglich nur dem Apostel Petrus geweiht, war Stützpunkt eines Missionsbischofs und laut Gründungslegende des Bistums Hildesheim von Karl dem Großen als Bischofssitz für Ostfalen vorgesehen. Die Bistumsgründung erfolgte dann durch seinen Sohn Ludwig den Frommen weiter östlich in Hildesheim.
Mit der Einführung der Reformation in den welfischen Herzogtümern wurden Kirche und Gemeinde in Elze evangelisch-lutherisch.

## Beschreibung
Die heutige Saalkirche hatte mehrere Vorgängerbauten an derselben Stelle. 775–77 gab es bereits eine Taufkapelle, die um 1000 zu einer Kirche erweitert wurde. Sie hatte einen asymmetrisch eingezogenen, mehrseitig geschlossenen Chor und einen Kirchturm im Westen. 1743 zerstörte ein Brand Teile der Stadt, unter anderem auch die Kirche. Nach dem Stadtbrand wurde sie an alter Stelle 1744–49 wieder errichtet. 1824 wütete erneut eine Feuersbrunst in Elze. Auch die Kirche ging in den Flammen auf. Sie wurde nach Plänen des Landbaumeisters Eduard Wellenkamp 1826–27 im barocken Baustil aus verputzten Bruchsteinen und mit Ecksteinen gegliedert neu errichtet. 
Das Langhaus hat 5 Achsen, der Chor hat einen dreiseitigen Schluss und der Kirchturm steht im Westen. Drei Kirchenglocken hängen im Kirchturm, eine wurde 1827, zwei wurden 1960 von Friedrich Wilhelm Schilling gegossen. Zwei Eisenhartgussglocken hängen als Stundenglocken in der Laterne des Kirchturms, sie wurden 2012 stillgelegt. Das Portal im Turm trägt die Jahreszahl 1745. Darüber befinden sich die beiden Kirchenpatrone im Akanthus-Rahmen. Das obere Geschoss enthält Biforien als Klangarkaden. Die schiefergedeckten 2 übereinander sitzenden Hauben steigen über eine Laterne zu einem spitzen Helm auf.
Über dem Nordeingang steht der Spruch „HIer sChenCke Gott eIn Hertz VoLL VVahrer BrVnst VnD ReV, sonst Ist Das KIrChengehn nIChts aLs nVr HeVCheLey“, über dem Südeingang „ZeVCh Vorher DIe SChVh hIer aVs VVann DeIn FVss geht In DIes HaVs“. Beide ergeben als Chronogramm die Jahreszahl 1745.
Der Innenraum ist mit einer hölzernen Muldendecke über einem Kranzgesims überspannt. Die U-förmigen Emporen stehen auf toskanischen Säulen, im Westen ist die Empore doppelgeschossig. Auf der oberen Empore wurde in einem dreiachsiger Prospekt 1827 eine Orgel mit 21 Registern, verteilt auf 2 Manuale und ein Pedal, von der Firma Euler und Kuhlmann gebaut, die 1846 durch Philipp Furtwängler & Söhne um zwei Register erweitert wurde. 1894, 1937, 1951 und 1960 wurde sie umgebaut. 2008/09 wurde sie durch die Gebrüder Hillebrand restauriert und die Disposition von 1847 wieder hergestellt. Der klassizistische Kanzelaltar hat die Form eines dreiachsigen Portikus unter flachem Tympanon auf korinthischen Säulen. Über den seitlichen Durchgängen stehen die Statuen der Apostel  Matthias und Johannes, die ursprünglich in der Aegidienkirche von Hannover standen.